# Мерфи, Брайан
Брайан Мёрфи (англ. Brian Murphy; 7 мая 1983) — ирландский футболист, вратарь клуба «Кардифф Сити». Карьеру футболиста начинал в английском клубе «Манчестер Сити», за который так и не сыграл ни одного матча.

## Клубная карьера
Мерфи провёл 4 сезона в «Манчестер Сити». В 2003 году находился в аренде в «Олдем Атлетик» и «Питерборо Юнайтед», за последний сыграл один матч. В мае 2003 года перешёл в «Суонси Сити». Подписал с клубом контракт на правах свободного агента, провёл за клуб 13 матчей.
Перейдя в «Богемианс», произвёл огромное впечатление на руководство команды в товарищеских матчах. В 2007 году опроверг слухи, сватающие его в «Бристоль Сити», и заключил с клубом новый контракт. 6 ноября 2009 года провел последний матч за «Богемианс».
В конце 2009 года согласился присоединиться к «Ипсвич Таун» в январе 2010 года.
В 2011 году подписал контракт с «Куинз Парк Рейнджерс» сроком на два года. Дебютировал за «обручей» в матче Кубка Лиги против «Рочдейл». В 2013 продлил контракт до 2016.